# Tylosaurinae
Die Tylosaurinae sind eine Unterfamilie der Mosasaurier. Zu ihnen gehörten vor allem große Formen, die zu ihrer Zeit die Spitzenprädatoren der Ozeane waren. 

## Merkmale
Am vorderen Ende ihres Schädels hatten sie einen in Ober- und Unterkiefer zahnlosen Rammsporn. Er konnte vielleicht dazu eingesetzt werden Beute oder Rivalen durch Rammstöße zu töten oder kampfunfähig zu machen, ähnlich wie es Delfine mit Haien machen. Ihr Körper war relativ kurz, der Schwanz relativ lang und ohne Schwanzflosse. Zygapophysen (lange Knochenstäbe die die einzelnen Wirbelelemente verbanden) waren nur rudiment oder nicht vorhanden. Die Hämalbögen an der Unterseite der Schwanzwirbelsäule waren nicht mit den Wirbelcentra verwachsen. Humerus, Radius und Ulna waren lang, ein primitives Merkmal. Die Handwurzelknochen waren reduziert, die Zahl der Zehenknochen war erhöht (Hyperphalangie). Ihr Körpergewicht war wahrscheinlich relativ gering, die porösen Knochen enthielten eventuell Fett. Gliedmaßengürtel und Flossen waren eher klein.

## Lebensweise
Wahrscheinlich waren die Tylosaurinae weder schnelle Schwimmer noch die stärksten Mosasaurier. Sie lauerten ihrer Beute versteckt auf und rammten sie in einem plötzlichen Vorstoß.

## Gattungen
- Hainosaurus
- Kaikaifilu[2]
- Taniwhasaurus
- Tylosaurus